# 蒴果

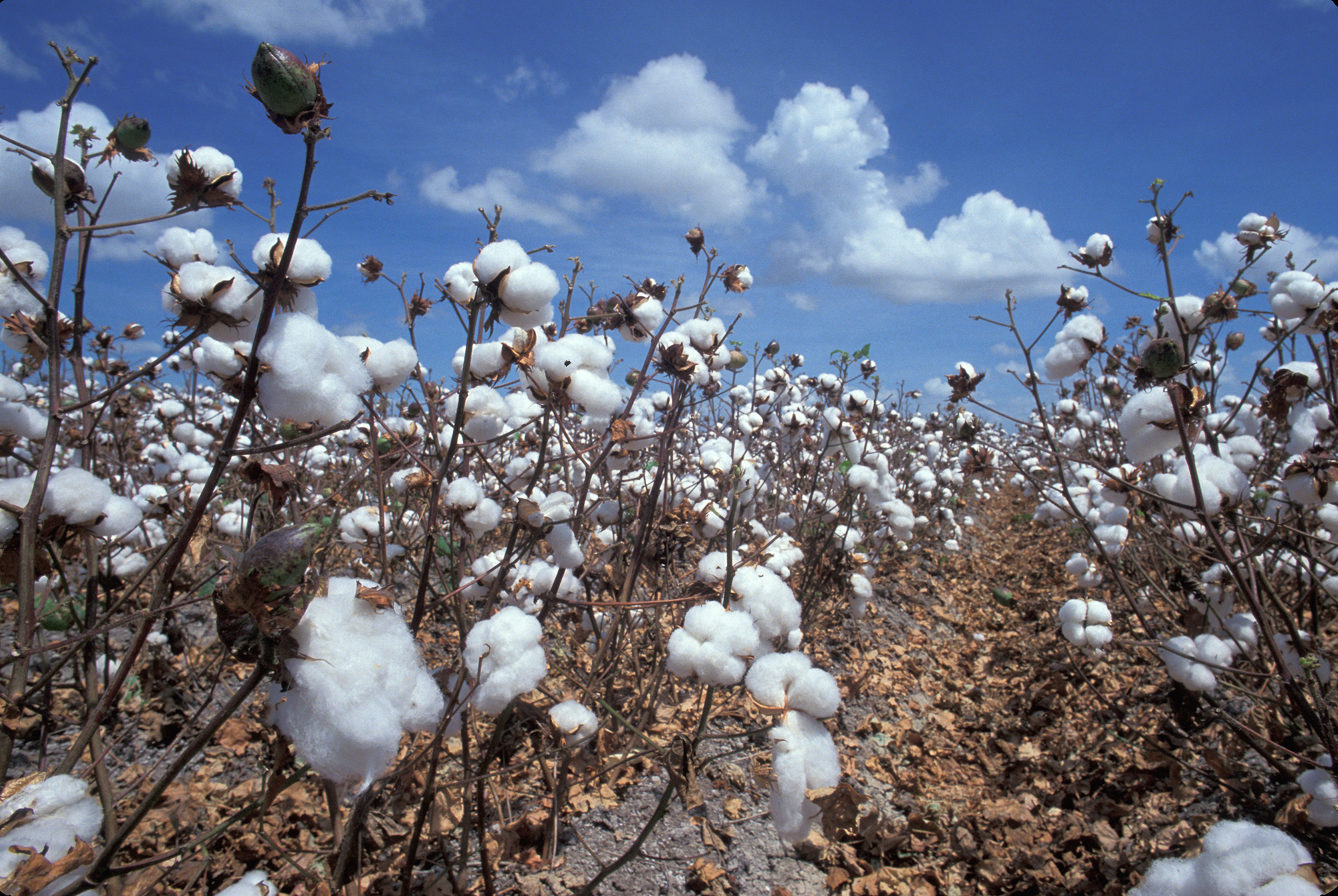
成熟的棉花蒴果

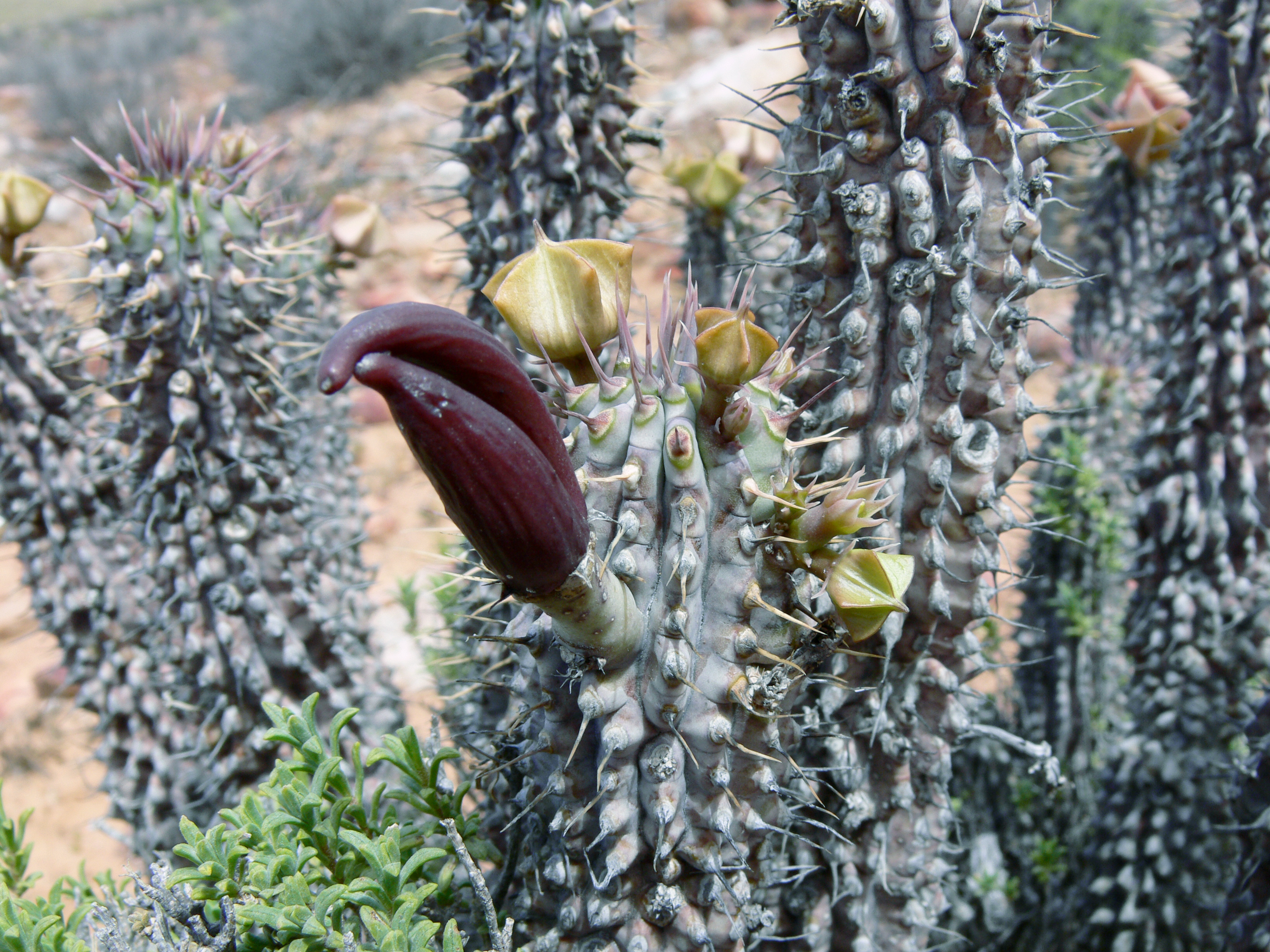
火地亞屬蝴蝶亞仙人掌的蒴果

蒴果（Capsule），一种由合生心皮的複雌蕊发育而成的果实，子房一室或多室，每室含多枚种子。

## 蒴果开裂方式
蒴果成熟时，除去少數不開裂及不規則開裂方式，其开裂方式通常分為四類：
1. 背裂（loculicidal）：自心皮背部開裂。
2. 間裂（septicidal）：自心皮接縫處開裂。
3. 孔裂（poricidal）：心皮不分离，子房各室上方裂成小孔，种子由孔口散出， 如罂粟、金鱼草、桔梗等。
4. 周裂（circumscissile）：合生心皮一室的複雌蕊组成，心皮沿果实的上部或中部横裂，果实成盖状开裂，如马齿苋、车前等。这类蒴果也叫盖果（pyxidium）。